# Problema dei barioni mancanti
Per il problema dei barioni mancanti (in inglese missing baryons problem; da non confondersi con la materia oscura o con l'asimmetria barionica) si intende la discrepanza tra la quantità di materia ordinaria osservata nell'universo attuale rispetto a quella che si prevede fosse osservabile nei suoi primi miliardi di anni di vita.
Nelle prime fasi dell'universo infatti la materia ordinaria, formata essenzialmente da barioni, era un sesto di quella oscura, come si osserva nelle immagini delle più antiche galassie. Stesso rapporto si sarebbe atteso anche per le galassie recenti, come la Via Lattea e quelle più vicine, visto che il tipo di materia dovrebbe rimanere stabile nel tempo. Invece questa galassie vicine mostrano solo la metà della materia ordinaria rispetto a quelle primitive. È stato ipotizzato che la materia mancante sia diffusa come un alone di gas ad alta temperatura (maggiore di 1 milione di kelvin) che circonda le galassie, ma dalla densità così bassa da essere sfuggita sempre alle osservazioni degli astronomi, fino ai dati giunti dal telescopio spaziale Chandra.
Uno studio del 2018 pubblicato sulla rivista Nature ha confermato che tale materia "mancante" è costituita da sottili filamenti di gas intergalattico che si intrecciano fra loro e sono debolissimi da percepire a causa della elevatissima temperatura e della conseguente emissione elettromagnetica di raggi X, frequenza inusuale rispetto alla materia solitamente rilevata. La scoperta si deve ai dati del telescopio Xmm-Newton dell’Agenzia spaziale europea e alla collaborazione con diversi centri di ricerca sparsi in tutto il mondo, fra i quali l’Università di Trieste, l’Istituto nazionale di fisica nucleare, l’Università di Roma Tre e l’Osservatorio di Bologna.